# Турњанска Нова Вес
Турњанска Нова Вес (слч. Turnianska Nová Ves) насељено је мјесто са административним статусом сеоске општине (слч. obec) у округу Кошице-околина, у Кошичком крају, Словачка Република.

## Становништво
| Година:    | 1994. | 2004.   | 2014.   | 2024.    |
| ---------- | ----- | ------- | ------- | -------- |
| Број људи: | 374   | 367     | 345     | 291      |
| Разлика:   |       | -1,87 % | -5,99 % | -15,65 % |

| Година:    | 2023. | 2024.   |
| ---------- | ----- | ------- |
| Број људи: | 299   | 291     |
| Разлика:   |       | -2,67 % |

Према подацима о броју становника из 2011. године насеље је имало 333 становника.